# جيمس بروكس (سياسي)
جيمس بروكس (بالإنجليزية: James Brooks)‏ هو راعي البقر وسياسي أمريكي، ولد في 20 نوفمبر 1855 في الولايات المتحدة، وتوفي في 15 يناير 1944 في نفس البلد. انتخب عضو مجلس نواب تكساس.